# Ricky Hickman
Richard Marciano „Ricky“ Hickman jr. (* 1. September 1985 in Winston-Salem, North Carolina) ist ein ehemaliger US-amerikanischer Basketballspieler. Nach dem Studium in seinem Heimatland begann Hickman eine Karriere als Basketballprofi in Europa, wo er zunächst in Rumänien, bei den Gießen 46ers in Deutschland, in Finnland und Italien spielte. 2013 nahm Hickman die georgische Staatsbürgerschaft an und nahm für seine neue Wahlheimat mit deren Nationalmannschaft an der EM-Endrunde 2013 teil, in der man jedoch bereits in der ersten Gruppenphase nach fünf Spielen ausschied. Mit Maccabi gewann Hickman in der Saison 2013/14 eine Triple Crown aus nationalem Double und EuroLeague. Anschließend wechselte er zum türkischen Meister Fenerbahçe aus Istanbul. Nach einer Saison bei Olimpia Mailand unterschrieb Hickman im Sommer 2017 einen Zweijahresvertrag beim deutschen Serienmeister und EuroLeague-Teilnehmer – ab Saison 2018/2019 Champions-League-Teilnehmer – Brose Bamberg.

## Karriere
Nach dem High-School-Abschluss in Kernersville, wo er gemeinsam mit dem späteren Basketball-Bundesliga (BBL)-Spieler Chris Oliver zur Schule ging, wechselte Hickman 2003 zum Studium an die University of North Carolina at Greensboro im selben US-Bundesstaat, wo er für die Hochschulmannschaft Spartans in der Southern Conference der NCAA spielte. Zu seinen Mannschaftskameraden gehörten zeitweilig unter anderem die späteren Bundesliga-Spieler Ronald Burrell und Kyle Hines. Zusammen mit diesen Spielern ist Hickman in den wichtigsten Kategorien für Karrierebestleistungen unter den ersten zehn Spielern der Spartans zu finden, zudem ist er der beste „Balldieb“ aller Zeiten der Spartans. Trotzdem qualifizierten sich die Spartans während Hickmans Spielerzeit für kein NCAA-Endrundenturnier.
2007 begann Hickman eine Karriere als Profi in Europa, wo er zunächst für den ungarischen Verein aus Pécs vorspielte. Anschließend unterschrieb er im November 2007 einen Vertrag beim rumänischen Verein aus Otopeni, wo er elf Spiele absolvierte. In der folgenden Saison war er zu Saisonbeginn zunächst ohne Vertrag und hielt sich bei seinem Schulfreund Chris Oliver in Göttingen mit der Reservemannschaft der BG 74 Göttingen fit. Für die BG 74 bestritt er in der 2. Regionalliga ein Spiel, in dem er 20 Punkte erzielte, bevor er auf Empfehlung seines ehemaligen Trainers Keith Gatlin einen Probevertrag beim deutschen Erstligisten Gießen 46ers in der Bundesliga-Saison 2008/09 bekam. Hickmans Vertrag wurde zwar bis Saisonende verlängert, trotzdem beendeten die Gießener die Spielzeit als Tabellenvorletzter auf einem Abstiegsplatz. Während die Gießener den Klassenerhalt über den Erwerb einer Wild Card erreichten, bekam Hickman keinen neuen Vertrag.
Für die Saison 2009/10 wechselte Hickman zusammen mit Corey Rouse in die finnische Korisliiga zu Namika aus Lahti. Zwar wurde Hickman Topscorer der finnischen Liga, doch die Mannschaft erreichte mit nahezu ausgeglichener Saisonbilanz nur einen neunten Platz unter zwölf Vereinen. Anschließend wurde Hickman Ende April 2010 noch für die Aufstiegs-Play-offs in der zweiten italienischen Liga LegADue vom Verein aus Casale Monferrato verpflichtet. In der Halbfinalserie verlor man jedoch die letzten beiden Spiele, nachdem man zuvor mit zwei Siegen nach drei Spielen in Führung gelegen hatte, gegen den späteren Play-off-Sieger und Aufsteiger Dinamo Basket Sassari. In der folgenden Spielzeit gewann Hickman zusammen mit unter anderem Oluoma Nnamaka und Folarin Campbell als Hauptrundenerster auch die Play-offs um den Aufstieg in die höchste Spielklasse. Als „Most Valuable Player“ (MVP) der Legadue 2010/11 wechselte Hickman jedoch vom Aufsteiger zum neuen Ligakonkurrenten aus Pesaro in der Lega Basket Serie A. In den Play-offs um die Meisterschaft 2012 konnte man nach zwei Auftaktniederlagen in der ersten Runde noch den bisherigen Vizemeister Bennet Cantù niederhalten, bevor man in der Halbfinalserie gegen EA7 Armani Mailand ausschied.
Für die Spielzeit 2012/13 unterschrieb Hickman dann einen Vertrag beim israelischen Serienmeister Maccabi Tel Aviv, mit dem er auch im höchsten europäischen Vereinswettbewerb EuroLeague-Saison 2012/13 antrat. Maccabi schied in der zweiten Gruppenphase der 16 besten Mannschaften und verlor ziemlich überraschend als Titelverteidiger das nationale Meisterschaftsfinale gegen Maccabi Haifa. Auch mit der georgischen Nationalmannschaft lief es für Hickman nicht wie gewünscht und nach nur einem Sieg in fünf Gruppenspielen schied man bei der EM-Endrunde 2013 frühzeitig aus. Die Spielzeit 2013/14 verlief dagegen deutlich besser für Hickman. Er gewann mit Maccabi durch einen 96:88-Sieg im Endspiel gegen Real Madrid die EuroLeague. Nach der Titelverteidigung im nationalen Pokalwettbewerb holte man sich zum Saisonabschluss gegen Titelverteidiger Maccabi Haifa auch den Titel in der nationalen Meisterschaft zurück und gewann damit eine Triple Crown. Anschließend wechselte er zum türkischen Meister Fenerbahçe Ülker aus Istanbul.
Im Sommer 2017 unterschrieb Hickman einen Zweijahresvertrag beim deutschen Meister Brose Bamberg. Nach dem Ende des Spieljahres 2018/19 wurde sein in Bamberg auslaufender Vertrag nicht verlängert. Im Januar und Februar 2020 spielte er noch kurz beim italienischen Erstligisten Pallacanestro Trieste.